# Хеттская мифология
Хеттская мифология — мифология хеттов, жителей Хеттского царства.
Имеет несколько слоёв, связанных с процессами этногенеза этого народа. Большую долю мифологических представлений хеттов составили мифы хаттиев (протохеттов), которые, предположительно, являлись автохтонным населением Хеттского царства. Собственно хеттские мифы являются отголосками древнейших индоевропейских мифов, являющихся общими для всех индоевропейских народов, они тоже имели большое значение в мировоззрении хеттов. Кроме того, в хеттской мифологии наличествуют следы лувийского, хурритского, палайского влияния — они проникают из различных районов хеттского царства, населённых нехеттами.

## 1000 хеттских богов
Каноническим считалось перечисления «1000 хеттских богов». В этом перечне в разное время существования хеттского государства присутствовали различные божества, исконно хеттские и заимствованные, в том числе божества стихий.
Хетты поклонялись богу грома — Тешуб-Тарку. Они изображались с перунами в одной руке и с двойным топором — в другой, с бородой, в египетском переднике и головном уборе, вроде египетской белой короны.
Главное женское божество хеттов, вероятно, было первообразом малоазиатской «Великой Матери», с именем Ma, Кибелы, Реи; она изображалась в длинном одеянии, с короной вроде muralis на голове. В Богаз-кёе есть интересное изображение хеттского божества в высоком остром 8-угольном головном уборе.

## Храмы
Храмы имели сходство с семитическими. В Эюке и Богазкёе (Изили-Кая) это были дворы среди природных скал, украшенных барельефами. Последние представляли религиозные сцены: шествия богов, процессии жрецов, мистические церемонии. Псевдо-Лукиан говорит о городском храме на высокой платформе, с большим двором, за которым следовали святилище и отделявшееся завесой святое святых. Медный жертвенник и идол стояли на дворе; здесь же был пруд для священных рыб; у входа стояли два огромных конусообразных символа плодородия; в самом храме — престол Солнца; были статуи различных божеств; при храме содержались орлы, лошади, быки, львы, посвящённые божествам. Боги представлялись шествующими на этих животных. В Эюке найдены колоссальные сфинксы. На одной из их сторон находится барельеф двуглавого орла. Этот символ неоднократно встречается у малоазиатских хеттов; например, в Изиликая на нём шествуют два божества. При храмах были многочисленные коллегии жрецов, доходившие иногда до нескольких тысяч.

## Мифы и сказания
Псевдо-Лукиан говорит о существовании в Иераполе сказания о потопе. По содержанию оно почти тождественно с вавилонским и библейским; имя героя — Девкалион Сисифей. Жрецы локализировали в расщелине скалы под храмом сток вод потопа.
Основные персонажи хеттских мифов — Улликумми, Телепину, Иллуянка.